# Hipocicloidă

Curba roșie este o hipociloidă trasată în timp ce cercul mic se rostogolește în interiorul cercului mare (parametrii sunt R=3, r=1, deci k=3).

În geometrie, o hipocicloidă este o curbă plană trasată de un punct fixat pe un cerc care se rostogolește în interiorul altui cerc mai mare. Este asemănătoare cu o cicloidă, unde cercul se rostogolește pe o dreaptă.  
Dacă cercul mai mic are raza r, iar cercul mai mare are raza R = kr, atunci 
ecuațiile parametrice pentru curbă sunt date de
{\displaystyle x(\theta )=r(k-1)\left(\cos \theta +{\frac {\cos((k-1)\theta )}{k-1}}\right),}
{\displaystyle y(\theta )=r(k-1)\left(\sin \theta -{\frac {\sin((k-1)\theta )}{k-1}}\right).}
Dacă k este întreg, atunci curba este închisă și are k cuspide.
Dacă k este număr rațional, adică k = p/q, atunci curba are p cuspide.
Dacă k este număr irațional, atunci curba nu se închide niciodată și umple spațiul din cercul mare cu excepția unui disc de rază R − r în centrul cercului mare.

Exemple de hipocicloide

- k=3 - o deltoidă
- k=4 - o astroidă
- k=5
- k=6
- k=2.1
- k=3.8
- k=5.5
- k=7.2

Hipocicloida este un caz particular de hipotrohoidă, care este un caz particular de ruletă.
O hipocicloidă cu trei cuspide se numește deltoidă.
O hipocicloidă cu patru cuspide se numește astroidă. 

## Curbe derivate
Evoluta unei hipocicloide este o versiune mărită a hipocicloidei, în timp ce evolventa unei hipocicloide este o versiune mai mică a sa.
Podara unei hipocicloide cu un pol în centrul hipocicloidei este o roză.
Izoptica unei hipocicloide este o hipocicloidă.

## Hipocicloidele în cultura populară
Curbele similare hipocicloidelor pot fi desenatre cu jucăriile Spirograph. Mai exact, această jucărie poate desena hipotrohoide și epitrohoide.
Logoul echipei Pittsburgh Steelers include trei astroide (hipocicloide cu patru cuspide).